# Jorge Azkoitia
Jorge Azkoitia Gabiola (Bilbao, Vizcaya, España, 27 de abril de 1974) es un futbolista español retirado. Su último equipo en el que ha jugado es el Alicante Club de Fútbol de la Segunda División de España, donde se retiró en 2009. En la actualidad trabaja en la Asociación de Futbolistas Españoles (AFE).

## Trayectoria
Azkoitia ha jugado de centrocampista en Primera División con el Deportivo Alavés (Club con el que consiguió el ascenso a Primera División de España en 1998) y con el Rayo Vallecano. Fue subcampeón de la Copa de la UEFA en 2001 con el Deportivo Alavés y semifinalista de la Copa del Rey en 1998, también con el Deportivo Alavés. En la temporada 2007/08 consiguió el ascenso a Segunda División con el Alicante. A lo largo de su dilatada trayectoria ha marcado goles importantes, destacando sus goles contra el Real Madrid y contra el Fútbol Club Barcelona en liga y su gol contra el Rayo Vallecano en la Copa de la UEFA en 2001, que sirvió para que el Deportivo Alavés lograse el pase a Semifinales.

## Clubes
| Club             | País   | Año       |
| U.D San Miguel￼  | España | 1980-1990 |
| ---------------- | ------ | --------- |
| Sestao SC        | España | 1992-1996 |
| Deportivo Alavés | España | 1996-2001 |
| Rayo Vallecano   | España | 2001-2004 |
| Elche CF         | España | 2004-2005 |
| SD Eibar         | España | 2005-2006 |
| Alicante CF      | España | 2006-2009 |

## Palmarés

### Campeonatos nacionales
| Título                | Club             | País   | Año       |
| --------------------- | ---------------- | ------ | --------- |
| Segunda División      | Deportivo Alavés | España | 1997-1998 |
| Segunda B (Grupo III) | Alicante CF      | España | 2006-2007 |